# Anton Gerl
Die Anton Gerl GmbH ist ein im Jahr 1911 in Berlin gegründeter deutscher, medizinischer Anbieter von Produkten und Dienstleistungen mit dem Schwerpunkt im Bereich der Dentalmedizin. Zudem werden Kliniken und andere medizinische Einrichtungen betreut. Unter der Marke GERL. vertreibt das Unternehmen medizinische Produkte wie Verbrauchsmaterial, Instrumente, Einrichtung, Geräte und künstliche Zähne für Zahnarztpraxen und Dentallabore.
Außerdem werden Dienstleistungen in verschiedenen Bereichen angeboten. Das Unternehmen mit Hauptsitz in Köln, Nordrhein-Westfalen, beschäftigt im Konzern rund 900 Mitarbeiter. Etwa die Hälfte aller Beschäftigten arbeiten im Bereich des technischen Services. An 23 weiteren Standorten in ganz Deutschland wird dasselbe Sortiment angeboten. Die Anton Gerl GmbH unterhält als Konzernmutter zudem diverse Tochtergesellschaften und Beteiligungen an anderen Gesellschaften.

## Geschichte
Der Kaufmann Anton Gerl gründete das Unternehmen 1911 als „Spezialhaus der Dentalbranche“ im Norden Berlins. Die Unternehmung wuchs schnell.
1938 verstarb Anton Gerl und seine Witwe verkaufte das Unternehmen an Heinz Richter, der es unter der Firmierung Anton Gerl GmbH weiterbetrieb. Während des Zweiten Weltkriegs – Heinz Richter kehrte erst nach dessen Ende aus der Kriegsgefangenschaft zurück – führte seine Frau Agnes Richter das Unternehmen. Um der drohenden Abschottung durch die Teilung Berlins zu entgehen, siedelte sie 1946 nach Köln um. 1965 übergaben Agnes und Heinz Richter die Führung an ihren Sohn Jürgen Richter.
Mit der zunehmenden Anzahl an Zahnarztpraxen konnte GERL. expandieren. Man spezialisierte sich auf Gründungskurse und Seminare für Zahnarztpraxen und Dentallabore. In den darauffolgenden Jahren entwickelte sich das Unternehmen durch die Einführung von Eigenmarken und durch die zunehmende Digitalisierung stark weiter.
1991 gründete die Anton Gerl GmbH eine Tochterfirma in Dresden und übernahm in den darauffolgenden Jahren bundesweit erste kleinere Firmen, die mit ihr im Wettbewerb standen.
Seit 2004 leitet Henning Richter in dritter Familiengeneration der Familie Richter das Unternehmen gemeinsam mit seinem Vater und gebietsverantwortlichen Geschäftsführern. In den darauffolgenden Jahren wurden alle bisher rechtlich selbständigen Tochtergesellschaften der Anton Gerl GmbH auf die Muttergesellschaft verschmolzen. Seit 2015 unterhält die Anton Gerl GmbH eine Tochtergesellschaft in den Niederlanden.

## Soziales Engagement

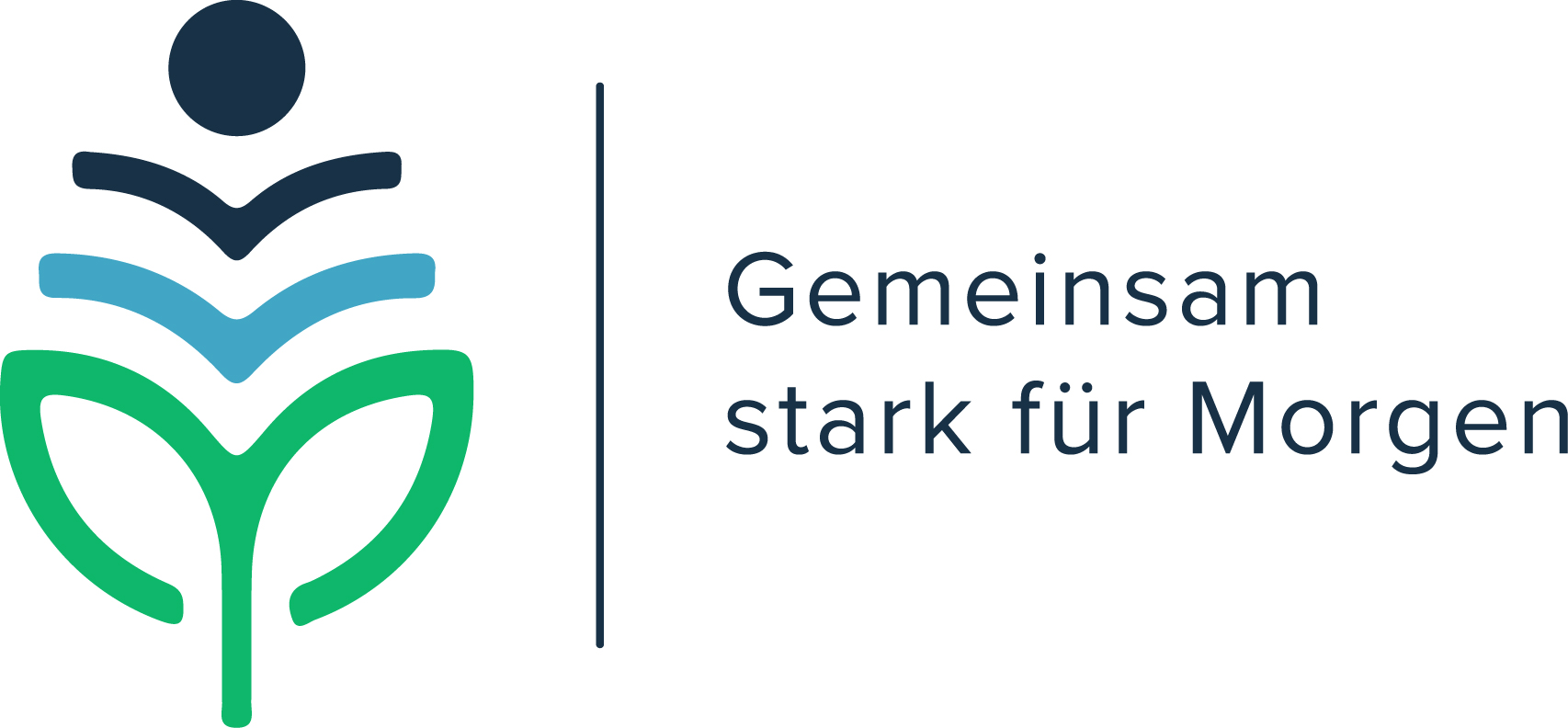
Gemeinsam stark für Morgen – GERL.

Nach eigenen Angaben engagiert sich das Unternehmen sozial und strebt an, klimaneutral zu werden. Seit 2018 kompensiert die Anton Gerl GmbH über die Stiftung Wilderness International seine CO2-Emissionen durch den Schutz von über 275.000 m² Urwald in Westkanada und Peru und veröffentlicht eine CO2-Bilanz. Seit 2024 unterstützt die Anton Gerl GmbH die Umweltorganisation One Earth – One Ocean bei der Bergung von Geisternetzen in der Ostsee. An allen 24 Standorten werden zudem lokale Initiativen unterstützt.